# Vulgata

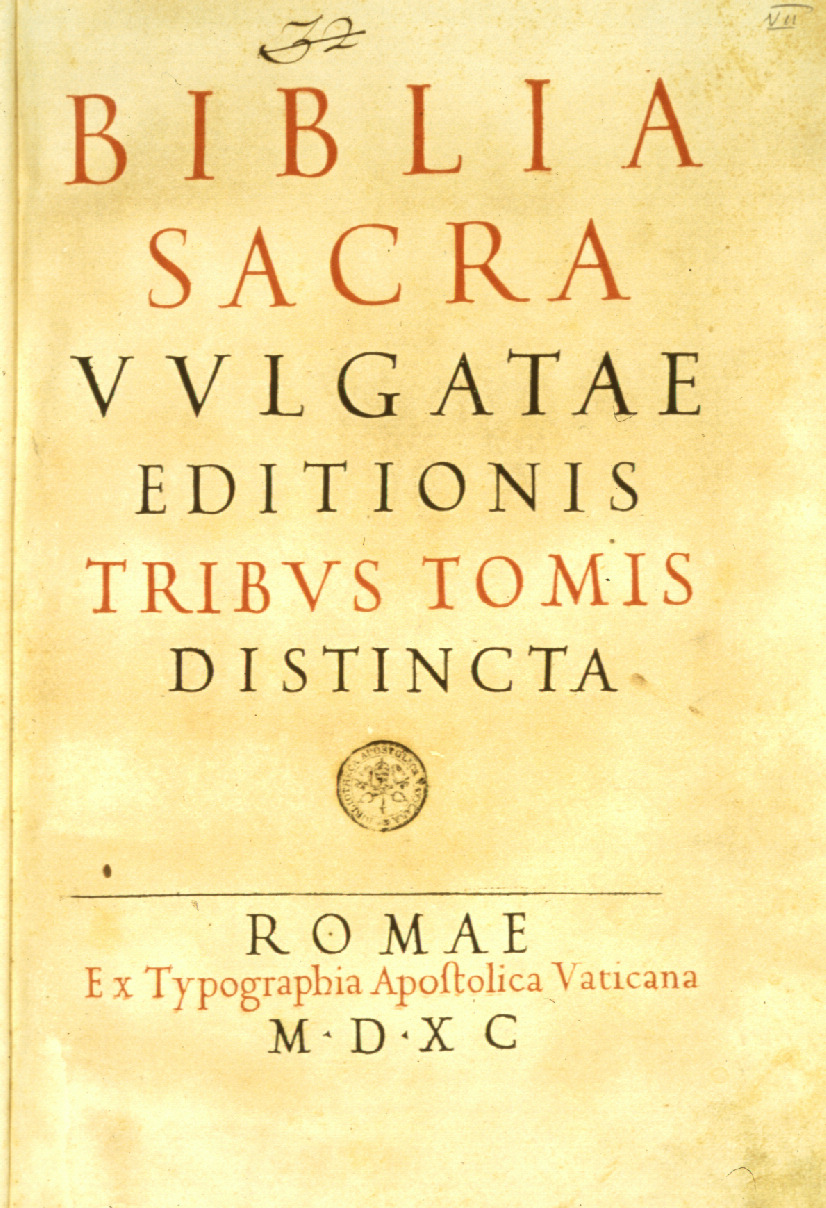
1590-es Vulgata-kiadás címlapja

A Vulgata latin nyelvű bibliafordítás, az i. sz. 5. század elején készült, Szent Jeromos (347–420) munkája. Valójában nem új fordítás a szónak abban az értelmében, hogy Jeromos maga készített volna új bibliaszöveget, sokkal inkább a Vetus Latina-hagyomány (VL) különféle anyagait dolgozta össze, korrigálta, írta át. Felhasználta a Septuaginta megoldásait, és külön a munka kedvéért megtanult héberül is. A munka nagyobb részét Palesztinában végezte. Éppen a különféle hagyományok és az új munka egybedolgozása vezette végül Jeromost arra a különös megoldásra, hogy a zsoltárok könyvét kétféle változatban is felvette a Vulgatába: a saját fordítása a Psalterium Hebraicum (395), a VL nyomán átdolgozott változat a Psalterium Gallicanum (387). A mai Vulgata-kiadásokban tehát kétszer szerepel a zsoltárok könyve.

## Történet
Szent Jeromos I. Damáz pápától 382-ben kapott megbízást a latin nyelvű fordításra. Az evangéliumokat 383-ban már be is fejezte. Az Ószövetséget a héber és arámi nyelvekből fordította és állandóan összehasonlította a görög Septuaginta-fordítással is. Ez a munkája mintegy húsz évig tartott.
A latin vulgata szó (vulgatus, -a, -um) „elterjedtet” jelent. Ezt a nevét csak idővel kapta a Jeromos-féle anyag, egységes gyűjteménnyé eleve csak a karoling kor környékén rendezték, általános referenciaalappá pedig csak az érett középkorra (12-13. század) lett. A római katolikus egyház az 1546. évi tridenti zsinaton hozott határozattal emelte hivatalos Biblia-szöveggé, addig népszerűségben és hivatkozási alapként is riválisa volt a liturgikus beágyazottság folytán gyakran jóval tekintélyesebb számos más szövegvariáns (vetus Latina).
A Vulgata szövegváltozata volt az, amelyből a nyugat-európai nyelvek legkorábbi Biblia-fordításai is születtek.